# برانکا کارنجوس
برانکا کارنجوس (انگلیسی: Branka Karnjus؛ زادهٔ ۲۸ نوامبر ۱۹۷۳) بازیکن فوتبال اهل کرواسی است.

وی همچنین در تیم ملی فوتبال زنان کرواسی بازی کرده‌است.